# Аудиорегистратор
Аудиорегистратор — устройство для записи и хранения аудиоданных на местах где необходим контроль, гарантия ответственности и максимальная производительность. Является цифровой реализацией устройства многодорожечной записи

## Классификация

### По исполнению
- самостоятельные устройства;
- устройства на базе компьютеров.

Самостоятельные регистраторы это функционально законченные устройства выполненные в собственном корпусе. Запись в них производится на встроенный жёсткий диск или карту памяти. Питание может осуществляться от электрической сети 220 В, аккумулятора или гальванических элементов.
В устройствах на базе компьютера, как правило, применяются специализированные карты расширения устанавливаемые в слот расширения материнской платы системного блока. Ранее встречались реализации, признанные впоследствии неудачными, работающие через USB порт. Функционирование устройства обеспечиваются ресурсами системного блока компьютера.

### По типу входов
- аналоговый, линейный (амплитуда до 1 В);
- микрофонный (для непосредственного подключения микрофонов);
- телефонный (для подключения к телефонным линиям).
- специальный (подключение к радиостанциям, линиям связи, другим источникам аналогового сигнала звукового диапазона.

Как правило Аудиорегистратор это многоканальное устройство поддерживающее различные входы.

## Сфера применения
- Оперативные и диспетчерские службы транспорта, энергетики, водоснабжения, авиации, экстренных служб (скорая помощь, пожарная охрана, полиция) и т. п.
- Call-центры, справочные службы, отделы обслуживания клиентов (контроль качества и повышение производительности)
- Центры управления войск, служб охраны и безопасности, МЧС (протоколирование переговоров и определение ответственности)
- Учреждения, где необходима регистрация сделок, заключаемых в устной форме (брокерские конторы, биржи, банки).
- Теле- и радиовещание, рекламные агентства.
- Запись селекторных совещаний.
- Диктофонные центры.